# ۱۱۵۷ (میلادی)
۱۱۵۷ (میلادی) هزار و صد و پنجاه و هفتمین سال تقویم میلادی است.

## رویدادها
- ۸ سپتامبر – ریچارد یکم (انگلستان)، شاعر فرانسوی (د. ۱۱۹۹)